# منصوري (سردق)
منصوري (بالفارسية: منصوری) هي قرية تقع في إيران في قسم سردق الريفي. يقدر عدد سكانها بـ 577 نسمة بحسب إحصاء 2016.